# NG (遊戲)
《NG》是由Experience公司製作的恐怖冒險遊戲，2018年9月13日於PlayStation Vita平台發售，2019年2月21日於PlayStation 4發售，2019年10月於任天堂Switch與Windows平台發售。本作是「心靈驚悚系列」的第二部作品，系列前作是《死印》，續作兼前傳是《死嚙》。

## 故事背景
1999年夏天，遊戲舞台發生在日本東京的一個虛構地區「吉走寺」。主角「鬼島空良」某天在家門前撿到一封黑色信件，隨後就遭遇不明的靈異現象，自己的義妹「愛海」也突然神秘失蹤。謎之少女「輝夜」現身並告訴他必須參與一場「賭上性命的遊戲」才能知曉愛海的下落。此時，以往平靜的「日常」已逐漸被各種「怪異」所侵蝕。為了拯救義妹，主角毅然展開行動，與同伴們一起對抗這些怪異。

## 遊玩方式

在對話中出現「判斷系統」，需要選擇一種表情來回應對方，可能會影響對方的後續反應。

《NG》的系統基本上繼承自前作《死印》，遊戲方式大致上一樣是「調查」、「收集」與「選擇」，不過在細節上進行調整與創新。
致命選擇
與前作相似，每當在探索過程中陷入危機時，會出現一些行動選項，必須在一定時限內選擇正確的選項。「安全值」會隨時間減少，選到錯誤的選項也會扣除安全值，一旦數值歸零就會直接結束遊戲。
判斷系統
本作的新系統之一，當與其他角色對話的時候，有時會出現五種表情的選項，包含著憤怒到笑容滿面的表情，每種表情代表主角對他人的反應態度。不同的表情會影響其他角色的好感度，也可能會改變後續對話內容。
生存逃脫
與前作相同，流程中有時會遭遇生存危機，被迫與「怪異」進行對決。此時有不同的處理方式，比如運用道具來正面衝突、或是直接逃走，一旦作出錯誤的行動就會當場死亡。使用不同方法來解決怪異，則會演變為「治癒」與「毀滅」兩種劇情發展路線。
血液測定
本作的新系統之一，在探索過程中，有時會在場景或物品上發現一些特殊血跡。主角擁有特殊能力，可藉由碰觸這些血跡來讀取殘留的記憶影像。

## 登場人物

### 主要人物
鬼島空良（聲優：川端快彰）
本作的主角，姓名可由玩家自行更改。都立神座高中三年級的學生。
平時外表上沉默寡言、反應冷淡，實際上很為朋友與家人著想。
擁有優秀的身體素質與格鬥技術，在不良少年之間富有盛名，曾在某位友人的介紹下參加地下格鬥競賽來賺取生活費，並保持著不敗的戰績。
由母親獨自撫養長大，母親去世之後在名義上由叔母「鬼島那津美」撫養，但他堅持自己賺錢並獨居在小公寓，不想依靠叔母接濟。
天生目聖司（聲優：佐香智久）
都立神座高中三年級的學生，主角的青梅竹馬。
外表看似是溫文儒雅的善良青年，其實本性隱含著黑暗與邪惡。身分是黑道團體「天生目組」組長的獨生子，為達目的不擇手段，即使違法也無所謂。介入賭博、金錢交易與情報收集活動，擅長蒐集他人弱點來威脅當事人，被外界稱作「脅迫王子」。
不擅長應付幽靈、鬼怪之類的話題，對於船隻似乎也所抗拒。
葉月薫（聲優：緑川優美）
私立名門學校「星真高中」的二年級生，愛海的朋友。
對於怪異現象抱有濃厚興趣，有時會跑到各種靈異地點進行調查，相當大膽。
堅持穿著哥德風格的服裝，是時下當紅的神秘系偶像「來瀨桃」的粉絲。
番直政（聲優：山下大毅）
週刊雜誌的記者，看似是個人生經驗豐富的穩重成年人，其實是靠收集醜聞威脅企業與黑道來維生的中年混混。
家有一妻一子，但兒子因為怪異而離奇身亡。
姆菈・蘿瑟（聲優：富沢恵莉）
本名、年齡與經歷都不明的年輕女性魔術師。曾表演過從沉船與墜落的飛機中逃脫，因而舉世聞名。
氣質高雅，談吐與應對都相當得體。似乎擁有良好的家世背景，富含音樂與其他藝術素養，對於怪異事件也懷有興趣。
鬼島那津美（聲優：緑川優美）
愛海的母親，主角的叔母。個性溫柔，對於喪母的主角十分照顧。
平時經營一家咖啡廳「黑兔」，同時還撰寫恐怖小說。寫作速度緩慢，但擁有不少書迷。對於黑兔的經營還算過得去，客人也不多。
鬼島愛海（聲優：石飛恵里花）
鬼島那津美的獨生女兒，算是主角的義妹。神座小學五年級生。
外表雖然弱氣，但關鍵時刻卻意外堅定，個性乖巧懂事、善解人意，會主動幫忙母親經營的咖啡店。對於主角也相當敬愛。
偶像「來瀨桃」的狂熱粉絲，因此機緣而與葉月薫成為朋友。身上時常掛著一副粉紅色的耳機，以便隨時聆聽來瀨桃的歌曲。
丸橋滿（聲優：山下大毅）
黑道團體「天生目組」的成員，是一個留著莫霍克髮型的肥胖男子，身穿一套運動服。
平時在組內的地盤上巡邏，對於自己蒐集情報的能力相當自豪。此外，他也是「來瀨桃」的粉絲。
大江麗奈（聲優：瀬戸英里奈）
隸屬於警視廳搜查一課的女性刑警。
交談中有時會透露出關西方言。具有強烈的正義感，個性相當耿直。雖然是一位年紀輕輕就進入警視廳的菁英，但由於性格問題導致不少爭議，因此被其他人孤立。

### 前作人物
渡邊萌
《死印》的角色，本作中以「歐帕茲」雜誌記者的身分登場，不過僅出現於書面與對話之中，她撰寫了一篇關於H市怪異事件的報導。
柏木愛
《死印》的角色，不過本作中僅在電視節目上透露其名。偶像團體「Love & Hero」的核心成員，首張單曲獲得了百萬銷量，被電視節目賦予「現代灰姑娘」的稱號。
八敷一男
《死印》的主角，僅出現於角色對話之中。正與另一位前作角色「真下悟」一同前往海外追查怪異事件。

## 外部連結
- 《NG》遊戲官方網站（页面存档备份，存于）（日語）
- 「心靈恐怖系列」官方網站（页面存档备份，存于）（日語）